# Formación dirigida por un instructor
La formación dirigida por un instructor (instructor-led training, en inglés) es cualquier formación que se lleva a cabo con un instructor presente que dirige una sesión de formación para un individuo o un grupo de estudiantes. El instructor debe poseer habilidades de facilitación y enseñanza, utilizando diferentes estrategias para involucrar a los estudiantes y abarcar diferentes estilos de aprendizaje, así como habilidades para utilizar e integrar las nuevas tecnologías en la enseñanza.
Esta formación se puede llevar a cabo en formato webinar, uno a uno, grupo pequeño, conferencia o como taller interactivo, donde poner en práctica las habilidades in situ. Independientemente del formato, el aspecto más importante es que los alumnos tienen acceso en tiempo real al instructor para recibir comentarios y entablar discusiones. Otros métodos de aprendizaje son la educación en línea y el aprendizaje semipresencial.

## Utilidad
La formación dirigida por un instructor alcanza el 76% de la formación en empresas de alto rendimiento y el 80% en las industrias de alto impacto (industria sanitaria, farmacéutica, finanzas y servicios públicos). Es también el método más usado para la formación empresarial ampliada, que forma a clientes y socios, con una tasa de uso del 80%.
La razón principal por la que los departamentos de recursos humanos prefieren la formación dirigida por un instructor es su alta eficacia en términos de retención de conocimientos. Entre sus ventajas también encontramos el que los estudiantes tienen acceso a sus instructores para recibir comentarios inmediatos, se crea una red al proporcionar un marco para el aprendizaje conjunto; se establece un entorno sin distracciones y permite el uso de gran variedad de técnicas, como ejercicios y juegos para mejorar la experiencia de aprendizaje.
Sin embargo, plantea ciertas desventajas, como los gastos económicos, la obligatoriedad de coincidir en tiempo y/o espacio y el hecho de poder formar a menos alumnos a la vez que en la formación en línea.
Debido a la gran evolución que ha existido en los últimos años de la tecnología educativa, han surgido muchas tendencias relacionadas con la formación dirigida por un instructor que han provocado su mejora, modernización y actualización para seguir estando vigente.

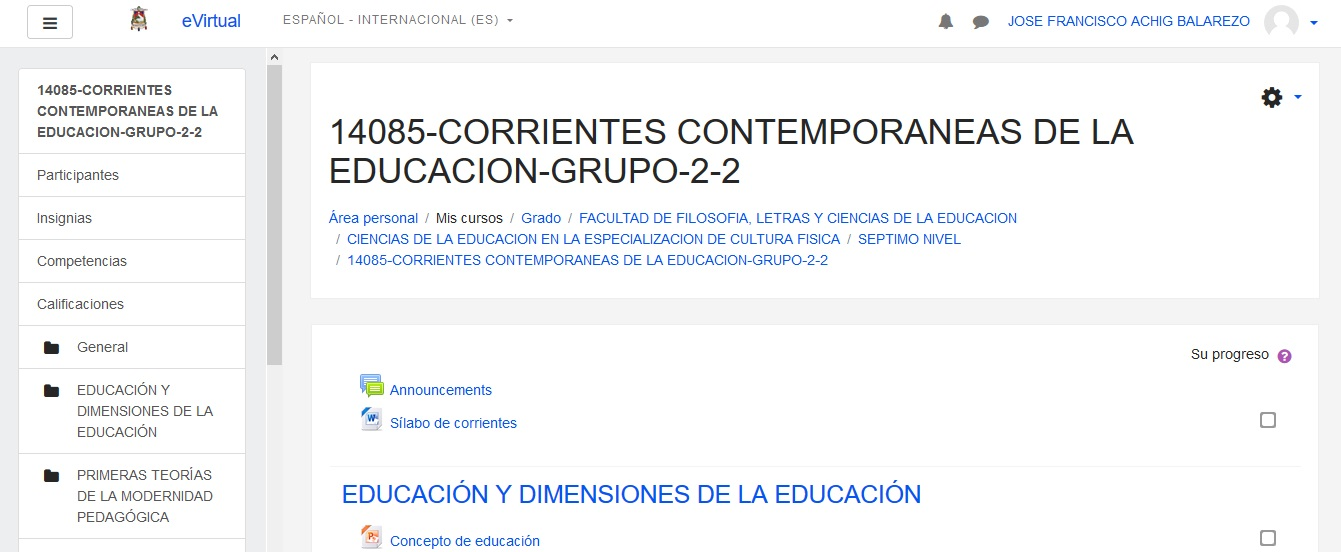
Aula virtual Moodle

Se puede combinar con la educación en línea en un escenario de aprendizaje mixto para lograr una eficacia máxima, que es el conocido como aprendizaje semipresencial. En este caso, una parte de la formación se lleva a cabo en directo, mientras que la otra parte se lleva a cabo en línea y sirve tanto para ampliar lo dado en clase como de repaso entre sesiones. Un tipo de aprendizaje mixto cada vez más extendido es el llamado modelo de aula invertida, en el que los estudiantes adquieren la información viendo las clases en línea y luego participan en la resolución de problemas, debates y las actividades grupales de la clase.
La formación en el aula también puede mejorarse mediante una serie de herramientas tecnológicas y de colaboración, como el software de vídeo y el sistema de acceso a los contenidos durante la clase. Hay plataformas que integran todas las herramientas tecnológicas necesarias para llevar a cabo la formación en línea, conocidas como sistemas de gestión de aprendizaje.
La gestión administrativa puede optimizarse mediante el uso de programas informáticos específicos que agilizan los procesos (programación, logística, gestión de costes y presupuestos, administración o elaboración de informes), como un sistema de gestión de la formación, lo que permite a las organizaciones de formación mejorar la eficiencia de su formación continua y optimizar su presupuesto de formación.

## Gestión
La formación dirigida por un instructor requiere un alto coste de implementación, tanto en términos de tiempo como de dinero (tarifa del instructor, alquiler del lugar, gastos de viaje, etc.). Agilizar la logística, la programación, la administración, la gestión de los recursos y la optimización del presupuesto son claves para gestionar este tipo de formación.
Los departamentos de formación profesional, las universidades corporativas y las empresas de formación suelen gestionarlo a través de un sistema de planificación de recursos empresariales central, como un sistema de gestión de la formación. Estos optimizan la gestión al agilizar todos los aspectos del proceso: la planificación (plan de formación y previsión presupuestaria), la logística (programación y gestión de recursos), las finanzas (seguimiento de costes y rentabilidad), los informes y las ventas para los proveedores de información con ánimo de lucro.
Más específicamente, las personas que interactuarán  con el sistema de gestión de la formación en el día a día son las personas clave interesadas: directores de RR.HH., directores y administradores de formación, responsables de ventas, etc.
Estos sistemas se pueden complementar con un sistema de gestión de aprendizaje, que gestionará la entrega y la evaluación del aprendizaje en línea.
El sistema de gestión de la información debe diferenciarse del sistema de gestión de talentos, que si bien puede incluir algunas funciones de formación, en su mayoría lleva a cabo funciones de RR.HH. como reclutamiento, incorporación, planificación de sucesión, etc.
También se puede combinar con el aprendizaje en línea en un escenario de aprendizaje combinado para lograr la máxima eficacia. En este caso, parte de la formación se imparte en vivo, mientras que los cursos en línea sirven de repaso entre sesiones. Un tipo de aprendizaje mixto cada vez más al alza es el denominado modelo del aula invertida, en el que los estudiantes adquieren la información a través del visionado de conferencias en línea y luego participan en la resolución de problemas, debates y actividades grupales en clase.